# 마이런 이벨
마이런 이벨(영어: Myron Ebell, 1952년~ 또는 1953년~)은 도널드 트럼프 행정부 인수위원회 기후·환경 분야 정책 담당(2016). 기업경쟁력연구소(CEI) 소장이다.
오리건주에서 성장해 콜로라도 대학교를 졸업하고 런던 정치경제대학교에서 경제학 석사 학위를 받았다. 런던 시절에 보수적 정치철학자 마이클 오크쇼트의 가르침을 받고은 권위에 반기를 드는 것을 신념으로 삼고 있다. 인터뷰에서는 "어떤 것을 믿으라는 말을 더 많이 들을수록 더 많이 의문을 제기해야 한다"고 지론을 밝히기도 했다. 지구온난화로 기후가 변화한다는 이론을 뼛속깊이 부정한다고 공공연하게 말하며 화석연료 사용을 옹호한 친기업 인사다.